# Communauté de communes du Grand Ligueillois
Die Communauté de communes du Grand Ligueillois ist ein ehemaliger französischer Gemeindeverband mit der Rechtsform einer Communauté de communes im Département Indre-et-Loire in der Region Centre-Val de Loire. Sie wurde am 14. Dezember 2001 gegründet und umfasste 17 Gemeinden. Der Verwaltungssitz befand sich im Ort Ligueil.

## Historische Entwicklung
Mit Wirkung vom 1. Januar 2017 fusionierte der Gemeindeverband mit
- Communauté de communes Loches Développement,
- Communauté de communes de Montrésor sowie
- Communauté de communes de la Touraine du Sud

und bildete so die Nachfolgeorganisation Communauté de communes Loches Sud Touraine.

## Ehemalige Mitgliedsgemeinden
1. Bossée
2. Bournan
3. La Chapelle-Blanche-Saint-Martin
4. Ciran
5. Civray-sur-Esves
6. Cussay
7. Draché
8. Esves-le-Moutier
9. Ligueil
10. Louans
11. Le Louroux
12. Manthelan
13. Marcé-sur-Esves
14. Mouzay
15. Sepmes
16. Varennes
17. Vou